# Cheliferidae
Famille
Les Cheliferidae sont une famille de pseudoscorpions. 
Elle comporte plus de 300 espèces dans 59 genres actuels.

## Distribution
Les espèces de cette famille se rencontrent en Amérique, en Asie, en Afrique, en Europe et en Océanie.

## Liste des genres
Selon Pseudoscorpions of the World (version 3.0) :
- Cheliferinae Risso, 1827
  - Cheliferini Risso, 1827
    - Aporochelifer Beier, 1953
    - Aspurochelifer Benedict & Malcolm, 1979
    - Beierius Chamberlin, 1932
    - Centrochelifer Beier, 1959
    - Chelifer Geoffroy, 1762
    - Cubachelifer Hoff, 1946
    - Florichelifer Hoff, 1964
    - Haplochelifer Chamberlin, 1932
    - Hygrochelifer Murthy & Ananthakrishnan, 1977
    - Hysterochelifer Chamberlin, 1932
    - Idiochelifer Chamberlin, 1932
    - Kashimachelifer Morikawa, 1957
    - Levichelifer Hoff, 1946
    - Litochelifer Beier, 1948
    - Mesochelifer Vachon, 1940
    - Metachelifer Redikorzev, 1938
    - Mexichelifer Muchmore, 1973
    - Paisochelifer Hoff, 1946
    - Parachelifer Chamberlin, 1932
    - Phorochelifer Hoff, 1956
    - Strobilochelifer Beier, 1932
    - Tyrannochelifer Chamberlin, 1932
    - Xenochelifer Chamberlin, 1949
    - † Dichela Menge, 1854

  - Dactylocheliferini Beier, 1932
    - Amaurochelifer Beier, 1951
    - Ancistrochelifer Beier, 1951
    - Aperittochelifer Beier, 1955
    - Australochelifer Beier, 1975
    - Beierochelifer Mahnert, 1977
    - Canarichelifer Beier, 1965
    - Chamberlinarius Heurtault, 1990
    - Cheirochelifer Beier, 1967
    - Dactylochelifer Beier, 1932
    - Ellingsenius Chamberlin, 1932
    - Eremochernes Beier, 1932
    - Gobichelifer Krumpál, 1979
    - Hansenius Chamberlin, 1932
    - Lissochelifer Chamberlin, 1932
    - Lophochernes Simon, 1878
    - Lophodactylus Chamberlin, 1932
    - Macrochelifer Vachon, 1940
    - Microchelifer Beier, 1944
    - Mucrochelifer Beier, 1932
    - Nannochelifer Beier, 1967
    - Nannocheliferoides Beier, 1974
    - Pachychelifer Beier, 1962
    - Papuchelifer Beier, 1965
    - Pilochelifer Beier, 1935
    - Protochelifer Beier, 1948
    - Pseudorhacochelifer Beier, 1976
    - Pugnochelifer Hoff, 1964
    - Rhacochelifer Beier, 1932
    - Rhopalochelifer Beier, 1964
    - Sinochelifer Beier, 1967
    - Stenochelifer Beier, 1967
    - Stygiochelifer Beier, 1932
    - Telechelifer Chamberlin, 1949
    - Tetrachelifer Beier, 1967
    - † Electrochelifer Beier, 1937
    - † Pycnochelifer Beier, 1937
- Philomaoriinae Chamberlin, 1931
  - Philomaoria Chamberlin, 1931
- sous-famille indéterminée
  - † Heurtaultia Judson, 2009
  - † Trachychelifer Hong, 1983

et décrit depuis :
- Sociochelifer Harvey, 2015

## Publication originale
- Risso, 1827 : Animaux articulés: description de quelques Myriapodes, Scorpionides, Arachnides et Acarides, habitant les Alpes Maritimes. Histoire naturelle des principales productions de l'Europe méridionale et principalement de celles des environs de Nice et des Alpes Maritimes, Levrault, Paris, p. 147-186.